# إدموند بيكر (سياسي)
إدموند بيكر (بالإنجليزية: Edmund Baker)‏ هو شخصية أعمال وسياسي أمريكي، ولد في 8 يوليو 1854، وتوفي في 22 فبراير 1911. حزبياً، نشط في الحزب الديمقراطي. وقد انتخب عضو جمعية ولاية ويسكونسن.